# Municipio de Cruces
Municipio de Cruces är en kommun i Kuba.   Den ligger i provinsen Provincia de Cienfuegos, i den centrala delen av landet, 230 km öster om huvudstaden Havanna. Antalet invånare är 32 139. Arean är 198 kvadratkilometer.
Terrängen i Municipio de Cruces är platt.